# Anthony Edwards (basquetebolista)
Anthony DeVante Edwards (Atlanta, 5 de agosto de 2001) é um jogador norte-americano de basquete profissional que atualmente joga no Minnesota Timberwolves da National Basketball Association (NBA).
Ele jogou basquete universitário pela Universidade da Geórgia e foi selecionado pelos Timberwolves como a primeira escolha geral no draft da NBA de 2020.

## Início da vida
Edwards foi criado em Atlanta, Geórgia. Quando ele tinha três anos, recebeu o apelido de "Homem-Formiga" pelo seu pai. Durante grande parte de sua infância, Edwards jogou futebol americano como running back, quarterback e cornerback. No entanto, ele mudou seu foco para o basquete porque achou que "parecia mais divertido" depois de ver seus irmãos jogarem. Ele jogava basquete contra seus irmãos na casa da avó.
Em seu nono ano, ele começou a treinar sob a orientação de Justin Holland, um ex-jogador de basquete universitário da Liberty University e um treinador de basquete com sede em Atlanta.

## Carreira no ensino médio
Devido ao seu sucesso com o Atlanta Xpress da Amateur Athletic Union, Edwards foi considerado um recruta de quatro estrelas pela Rivals em 2016. Ele começou a jogar basquete no ensino médio pela Therrell High School em Atlanta. No início de janeiro de 2017, Edwards se transferiu para a Holy Spirit Preparatory School em Atlanta. Ele fez a mudança em um esforço para melhorar seu desempenho acadêmico, já que a Holy Spirit Preparatory tinha "pequenos tamanhos de classe e apoio para ajudar nisso".
Em março de 2018, Edwards ajudou a Holy Spirit Preparatory a derrotar a Heritage School na final do Campeonato Estadual da Classe AAA da Georgia Independent School Association (GISA). Em sua última temporada, sua equipe terminou como vice-campeã da Classe AAA da GISA apesar dos 27 pontos de Edwards. No final da temporada, ele teve médias de 29 pontos, nove rebotes e duas assistências. Edwards jogou no McDonald's All-American Game e Jordan Brand Classic em março e abril de 2019, respectivamente.

### Recrutamento
Por consenso entre os principais serviços de recrutamento, Edwards foi classificado como um recruta de cinco estrelas e o melhor armador da classe de 2019. Em 11 de fevereiro de 2019, ele se comprometeu a jogar basquete universitário pela Universidade da Geórgia, tornando-se o melhor recruta da universidade na era moderna de recrutamento. Edwards foi atraído para a Geórgia porque dois de seus jogadores favoritos, Dwyane Wade e Victor Oladipo, tinham sido treinados na universidade pelo treinador Tom Crean.
| Nome | Cidade natal                           | Escola                | Altura             | Peso           | Data                    |
| --- | -------------------------------------- | --------------------- | ------------------ | -------------- | ----------------------- |
| Anthony Edwards SG | Atlanta, GA                            | Holy Spirit Prep (GA) | 6 ft 4 in (1.93 m) | 205 lb (93 kg) | 11 de Fevereiro de 2019 |
| Anthony Edwards SG | Recrutamento: Rivals: 247Sports: ESPN: |                       |                    |                |                         |
| Rankings: Rivals: 3º \| 247Sports: 1º \| ESPN: 4º |                                        |                       |                    |                |                         |
| - Nota: Em muitos casos, Scout, Rivals, 247Sports e ESPN podem entrar em conflito em suas listas de altura e peso, nestes casos, a média foi obtida. - Fonte: |                                        |                       |                    |                |                         |

## Carreira universitária

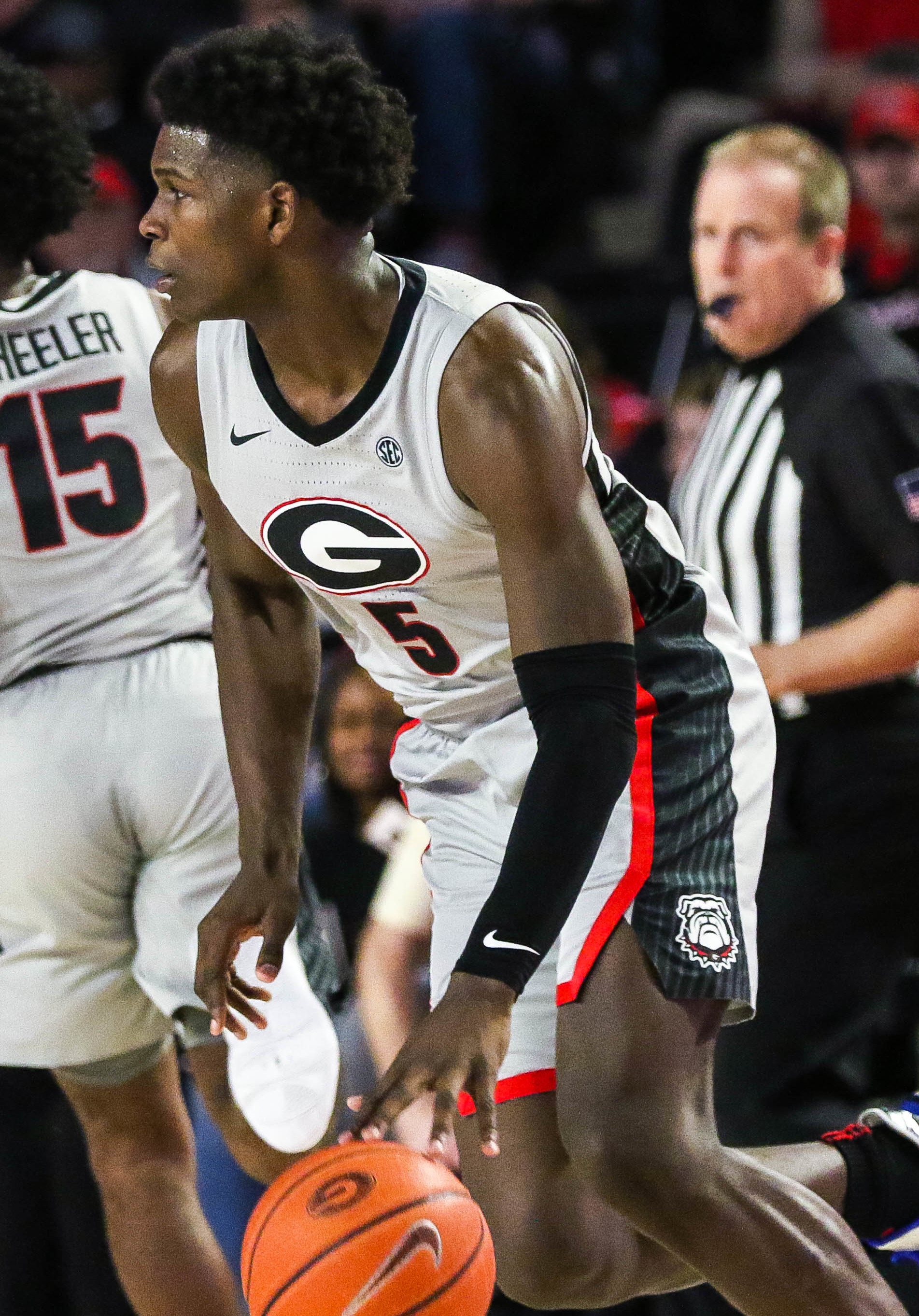
Edwards em fevereiro de 2020

Em 5 de novembro de 2019, Edwards fez sua estreia pela Geórgia e registrou 24 pontos, nove rebotes e quatro roubos na vitória por 91-72 sobre Western Carolina. Foi o maior número de pontos de um estreante calouro da Geórgia desde Dominique Wilkins em 1979. Em 26 de novembro, ele marcou 37 pontos, incluindo 33 no segundo tempo, em uma derrota por 93-85 para Michigan State no Maui Invitational. Edwards se tornou o primeiro calouro da Geórgia a marcar pelo menos 37 pontos em um jogo desde Jacky Dorsey em 1975. Em seu último jogo no Maui Invitational, ele marcou 24 pontos e fez o arremesso vencedor do jogo contra Chaminade, uma equipe da Divisão II da NCAA.
Em 1º de fevereiro de 2020, Edwards registrou 29 pontos e 15 rebotes na vitória por 63-48 sobre Texas A&M. Em seu jogo seguinte, ele marcou 32 pontos na derrota por 81-75 para a Flórida. Em 26 de fevereiro, Edwards teve 36 pontos, sete rebotes, quatro assistências e quatro roubos de bola em uma derrota por 94-90 na prorrogação para South Carolina.
Como calouro, ele teve médias de 19,1 pontos, 5,2 rebotes e 2,8 assistências e foi eleito para a Segunda-Equipe da SEC e foi nomeado o Calouro do Ano da SEC. Edwards colecionou quatro prêmios de calouro da semana da SEC durante a temporada, a maior na história da universidade. Ele também foi um dos cinco finalistas do Prêmio Jerry West, que reconhece o melhor ala-armador universitário.
Em 20 de março de 2020, Edwards se declarou para o draft da NBA de 2020 como uma das perspectivas mais elogiadas de sua classe. Ele assinou com um agente, perdendo sua elegibilidade restante no basquete universitário.

## Carreira profissional

### Minnesota Timberwolves (2020–presente)

#### Temporada de 2020–21: All-Rookie
No draft da NBA de 2020, Edwards foi selecionado pelo Minnesota Timberwolves como a primeira escolha geral. Em 29 de novembro de 2020, ele assinou um contrato de 4 anos e US$44 milhões com os Timberwolves.
Em 23 de dezembro de 2020, Edwards fez sua estreia na NBA e registrou 15 pontos, 4 rebotes e 4 assistências na vitória por 111-101 contra o Detroit Pistons. Em 18 de março de 2021, Edwards teve 42 pontos, sete rebotes e três assistências em um jogo contra o Phoenix Suns. Ele se tornou o terceiro jogador mais jovem a marcar mais de 40 pontos na história da NBA. Após a temporada, Edwards terminou em segundo lugar na votação de Novato do Ano e foi nomeado para a Primeira-Equipe de Novatos.

#### Temporada de 2021–22: Primeira aparição nos playoffs
Em 10 de novembro de 2021, Edwards marcou 48 pontos em uma derrota por 123-110 para o Golden State Warriors. Em 15 de dezembro de 2021, Edwards se tornou apenas o sétimo jogador na história da NBA a marcar 2.000 pontos em seus primeiros 100 jogos aos 20 anos ou menos, juntando-se a LeBron James, Carmelo Anthony, Kevin Durant, Kyrie Irving, Luka Dončić e Zion Williamson. No mesmo jogo, Edwards também se tornou o jogador mais jovem da história da NBA com 10 cestas de três pontos em um jogo, ele se juntou a James, Blake Griffin e Dončić como o quarto jogador ativo com pelo menos 2.000 pontos, 400 rebotes e 300 assistências em seus primeiros 100 jogos na carreira. Em 25 de janeiro de 2022, em uma vitória por 109-107 sobre o Portland Trail Blazers, Edwards se tornou o primeiro jogador na história da NBA a registrar uma linha de estatísticas de pelo menos 40 pontos, nove rebotes, três bloqueios, três roubadas de bola e cinco bolas de três; ele se juntou a Anthony como o único jogador a marcar 40 pontos sem assistência aos 20 anos ou menos. Em 7 de abril de 2022, Edwards marcou 49 pontos na vitória por 127-121 sobre o San Antonio Spurs.
Na estreia de Edwards nos playoffs em 16 de abril de 2022, ele registrou 36 pontos e seis assistências na vitória por 130-117 no sobre o Memphis Grizzlies. Minnesota perderia para o Memphis apesar do desempenho de Edwards de 30 pontos, 5 rebotes, 5 assistências, 2 roubos e 2 bloqueios na derrota por 114-106 no Jogo 6.

#### Temporada de 2022–23: Primeira aparição no All-Star
Em 21 de janeiro de 2023, Edwards marcou 44 pontos, o recorde da temporada, incluindo 8 cestas de três pontos, o recorde da temporada, junto com 6 rebotes, 4 assistências, 3 roubos de bola e 3 bloqueios em uma vitória de 113–104 sobre o Houston Rockets. Em 10 de fevereiro de 2023, ele foi nomeado para o All-Star Game pela primeira vez em sua carreira como reserva. Edwards e De'Aaron Fox foram anunciados como substitutos por lesão de Stephen Curry e Zion Williamson. Em 9 de abril, no jogo final da temporada de 2022–23, Edwards registrou 26 pontos, 13 rebotes, 4 assistências, 4 roubos de bola e 4 bloqueios para ajudar a liderar os Timberwolves a uma vitória de 113–108 sobre o New Orleans Pelicans, ganhando a oitava colocação e a vaga no torneio play-in da Conferência Oeste.
No Jogo 2 da primeira rodada dos playoffs contra o Denver Nuggets, Edwards marcou 41 pontos em uma derrota por 122–113. Seus 41 pontos também estabeleceram um recorde da franquia de mais pontos marcados em um jogo de playoff, superando o recorde anterior de Sam Cassell de 40. Em 21 de abril, no Jogo 3 da primeira rodada dos playoffs, Edwards marcou 36 pontos em uma derrota por 120–111. Ele se juntou a Kobe Bryant com o segundo maior número de 30 pontos em jogos de playoff da NBA antes de completar 22 anos. No Jogo 4, Edwards teve 34 pontos, 6 rebotes, 5 assistências, 2 roubos de bola e 3 bloqueios e marcou uma cesta de 3 pontos crucial para levar os Timberwolves a uma vitória por 114–108 na prorrogação. No Jogo 5, os Timberwolves foram eliminados dos playoffs pelo eventual campeão da NBA, Nuggets, apesar dos 29 pontos, 8 rebotes, 7 assistências e 2 bloqueios de Edwards.

#### Temporada de 2023–24: All-NBA Team
Edwards mudou seu número de camisa de #1 para #5 antes da temporada de 2023–24. Em 13 de novembro de 2023, ele foi nomeado o Jogador da Semana da Conferência Oeste pela primeira vez em sua carreira após liderar Minnesota para uma semana invicta (4–0) com médias de 31,3 pontos, 6,3 rebotes, 6,8 assistências e 2,0 roubos de bola. Em 27 de janeiro de 2024, Edwards registrou 32 pontos, 6 rebotes e 12 assistências, o recorde da carreira, em uma derrota por 113–112 contra o San Antonio Spurs. Em 1º de fevereiro, Edwards foi nomeado para seu segundo All-Star Game como reserva da Conferência Oeste. Em 9 de abril, Edwards marcou 51 pontos, o recorde da sua carreira, em uma vitória por 130–121 sobre o Washington Wizards. No final da temporada, Edwards foi nomeado para a Segunda-Equipe All-NBA pela primeira vez em sua carreira.
No Jogo 4 da primeira rodada dos playoffs contra o Phoenix Suns, Edwards marcou 31 de seus 40 pontos no segundo tempo, junto com nove rebotes e seis assistências em uma vitória de 122–116 para fechar a série. Foi a primeira vitória dos Timberwolves em uma série de playoffs em 20 anos. Ele também superou Kevin Garnett com o maior número de jogos de playoffs de 30 pontos na história da franquia com oito. No Jogo 1 das Semifinais da Conferência Oeste, Edwards marcou 43 pontos, o recorde da carreira nos playoffs e da pós-temporada da franquia, em uma vitória de 106–99 sobre os Nuggets. Ele se juntou a Kobe Bryant como os únicos jogadores com jogos consecutivos de 40 pontos aos 22 anos ou menos na história da pós-temporada da NBA. No Jogo 4 das Semifinais da Conferência Oeste, Edwards marcou 44 pontos, o recorde da carreira nos playoffs e da pós-temporada da franquia, junto com cinco rebotes e cinco assistências, em uma derrota de 115–107 para os Nuggets. No Jogo 4 das Finais da Conferência Oeste, Edwards quase fez um triplo-duplo com 29 pontos, 10 rebotes e 9 assistências em uma vitória de 105–100 sobre o Dallas Mavericks. Minnesota perderia para o Dallas em cinco jogos, apesar de Edwards ter registrado de 28 pontos, 9 rebotes e 6 assistências em uma derrota de 124–103 no Jogo 5.

## Carreira na seleção
Edwards foi membro da Seleção Americana que competiu na Copa do Mundo de 2023. Ele foi titular em todos os oito jogos e foi selecionado para a Equipe Ideal do torneio. Ele foi o artilheiro dos EUA com média de 18,9 pontos. O time terminou em quarto lugar.
Ele foi chamado para a equipe que disputou os Jogos Olímpicos de 2024. Ele ajudou os EUA a ganhar a medalha de ouro e, em seis jogos, teve média de 12,8 pontos, 2,8 rebotes, 1,2 assistências e 1,3 roubos de bola, com aproveitamento de 58% nos arremessos.

## Vida pessoal
A mãe de Edwards, Yvette, e a sua avó, Shirley, morreram de câncer durante um período de oito meses em 2015, quando ele estava na oitava série. Ele usa a camisa nº 5 desde o ensino médio para honrá-las, já que ambos morreram no quinto dia do mês. Ele foi criado por sua irmã, Antoinette, e seu irmão, Antoine, que compartilhavam a sua custódia legal. No ensino médio, Edwards frequentemente trabalhava como instrutor em vários campos de jovens. Ele pretendia se formar em marketing enquanto frequentava a Universidade da Geórgia.
Durante sua infância, Edwards também jogou beisebol, muitas vezes atuando como o quarto ou quinto rebatedor de sua equipe na ordem de rebatidas. Ele possui dois cães e também expressou sua afinidade por leões, embora não acredite que tenha o espaço necessário para cuidar de um.
Edwards fez sua estreia como ator no filme de drama esportivo de 2022, Arremessando Alto. Sua atuação como o principal antagonista, Kermit Wilts, no filme foi elogiada por muitos, incluindo o co-produtor do filme e estrela Adam Sandler.

### Controvérsias
Em setembro de 2022, Edwards postou um vídeo no story do Instagram se referindo a um grupo de homens sem camisa parados em uma calçada com uma calúnia homofóbica. A NBA o multou em US$ 40.000 por usar "linguagem ofensiva e depreciativa".
Em dezembro de 2023, Paige Jordae, uma modelo, acusou Edwards de engravidá-la e depois oferecer US$ 100.000 para ela fazer um aborto. Jordae postou capturas de tela de mensagens de texto com Edwards. As capturas de tela, que foram postadas inicialmente no story do Instagram de Jordae, também incluíam uma captura de tela de uma transferência bancária pendente de US$ 100.000 em 27 de novembro de 2023. Edwards respondeu: "Estou lidando com meus assuntos pessoais em particular e não comentarei mais sobre eles neste momento".

## Estatísticas da carreira

### NBA
|  | Líder da liga |

Temporada regular
| Ano      | Equipe    | PJ  | PT  | MPJ  | AP   | 3P   | LL   | RT  | AS  | BR  | TO | PPJ  |
| -------- | --------- | --- | --- | ---- | ---- | ---- | ---- | --- | --- | --- | -- | ---- |
| 2020-21  | Minnesota | 72  | 55  | 31.2 | .417 | .329 | .776 | 4.7 | 2.9 | 1.1 | .5 | 19.3 |
| 2021-22  | Minnesota | 72  | 72  | 34.3 | .441 | .357 | .786 | 4.8 | 3.8 | 1.5 | .6 | 21.3 |
| 2022-23  | Minnesota | 79  | 79  | 36.0 | .459 | .369 | .756 | 5.8 | 4.4 | 1.6 | .7 | 24.6 |
| 2023-24  | Minnesota | 79  | 78  | 35.1 | .461 | .357 | .836 | 5.4 | 5.1 | 1.3 | .5 | 25.9 |
| 2024-25  | Minnesota | 79  | 79  | 36.3 | .447 | .395 | .837 | 5.7 | 4.5 | 1.2 | .6 | 27.6 |
| Carreira | Carreira  | 381 | 363 | 34.8 | .446 | .364 | .804 | 5.3 | 4.2 | 1.3 | .6 | 23.9 |
| All-Star | All-Star  | 2   | 0   | 14.8 | .727 | .000 | —    | 2.5 | 1.0 | .0  | .0 | 8.0  |

#### Play-in
| Ano      | Equipe    | PJ | PT | MPJ  | AP   | 3P   | LL   | RT  | AS  | BR  | TO  | PPJ  |
| -------- | --------- | -- | -- | ---- | ---- | ---- | ---- | --- | --- | --- | --- | ---- |
| 2022     | Minnesota | 1  | 1  | 37.0 | .476 | .455 | .833 | 5.0 | 2.0 | 1.0 | .0  | 30.0 |
| 2023     | Minnesota | 2  | 2  | 40.9 | .306 | .176 | .750 | 9.0 | 5.5 | 1.5 | 2.0 | 14.0 |
| Carreira | Carreira  | 3  | 3  | 39.6 | .368 | .286 | .800 | 7.7 | 4.3 | 1.3 | 1.3 | 19.3 |

#### Playoffs
| Ano      | Equipe    | PJ | PT | MPJ  | AP   | 3P   | LL   | RT  | AS  | BR  | TO  | PPJ  |
| -------- | --------- | -- | -- | ---- | ---- | ---- | ---- | --- | --- | --- | --- | ---- |
| 2022     | Minnesota | 6  | 6  | 37.8 | .455 | .404 | .824 | 4.2 | 3.0 | 1.2 | 1.2 | 25.2 |
| 2023     | Minnesota | 5  | 5  | 39.7 | .482 | .349 | .846 | 5.0 | 5.2 | 1.8 | 2.0 | 31.6 |
| 2024     | Minnesota | 16 | 16 | 40.5 | .481 | .400 | .814 | 7.0 | 6.5 | 1.5 | .6  | 27.6 |
| Carreira | Carreira  | 27 | 27 | 39.8 | .476 | .391 | .823 | 6.0 | 5.5 | 1.5 | 1.0 | 27.8 |

### Universitário
| Ano     | Equipe  | PJ | PT | MPJ  | AP   | 3P   | LL   | RT  | AS  | BR  | TO  | PPJ  |
| ------- | ------- | -- | -- | ---- | ---- | ---- | ---- | --- | --- | --- | --- | ---- |
| 2019–20 | Georgia | 32 | 32 | 33.0 | .402 | .294 | .772 | 5.2 | 2.8 | 1.3 | 0.6 | 19.1 |

## Prêmios e homenagens
NBA
- 3x NBA All-Star: 2023, 2024, 2025
- 2x All-NBA Team:
  - Segundo Time: 2024, 2025[71]
- NBA All-Rookie Team:  
  - Primeiro time: 2021